# Can Jonqueres
Can Jonqueres és un mas al municipi de Maià de Montcal (Garrotxa) catalogat a l'Inventari del Patrimoni Arquitectònic de Catalunya. Can Jonqueres és al peu del turó on hi ha l'església dedicada a Santa Maria de Jonqueres, de la qual va rebre el nom. És una masia formada per dues cases molt diferenciades, construïdes en èpoques diferents i enganxades per una de les façanes principals. La part més antiga correspon al segle xviii i és de planta rectangular disposant de subterrani, planta baixa i pis. La porta d'accés conserva la següent inscripció en la llinda: IHS/ EBRE 26 1749. L'ampliació del mas es va fer durant el segle xix pel costat del llevant, fou la nova residència dels amos, mentre els masovers passaren a ocupà el primitiu nucli. La nova construcció fou de planta rectangular i consta de planta baixa i pis. S'utilitza carreus del país per fer els murs i pedra molt ben tallada per emmarcar les obertures. Durant els primers anys del segle xx s'engrandí el mas incorporant dos pisos superiors. Volten la casa nombroses pallisses en molt mal estat de conservació. Al costat del mas es conserven diverses pedres de molí abandonades, que molts anys enrere molien el gra o feien oli. Hi ha una pedra superior d'un molí de gra, de 150 cm de diàmetre; una pica d'escairar gra, de 80 cm de diàmetre; una pedra d'un trull d'oli, amb el diàmetre inferior de 100 cm i el superior de 60 cm.